# Nealcidion minimum
Nealcidion minimum är en skalbaggsart som först beskrevs av Bates 1863.  Nealcidion minimum ingår i släktet Nealcidion och familjen långhorningar. Inga underarter finns listade i Catalogue of Life.